# La Cometa (Toralla)
La Cometa és una petita coma del terme municipal de Conca de Dalt, a l'antic terme de Toralla i Serradell, al Pallars Jussà, en territori del poble de Toralla.
Està situada al sud-oest de Toralla, a l'extrem nord-oriental del territori d'aquest poble. És al nord i al damunt de les Costes del Serrat, al nord-est del Serrat del Conill, a migdia de la Via i de les Planasses. És a l'esquerra del barranc de Vilanova.